# Frieda Harris

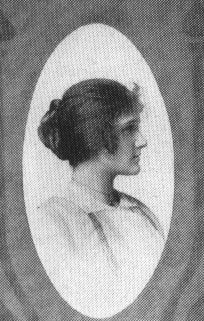
Frieda Harris, ca. 1900

Frieda, Lady Harris, geborene Marguerite Frieda Bloxam (* 1877 in London; † 11. Mai 1962 in Srinagar, Indien) war eine englische Künstlerin, Politikergattin und späte Weggefährtin des Okkultisten Aleister Crowley. Bekanntheit erlangte sie durch die  Gestaltung des Crowley Thoth Tarots.

## Leben
Frieda Harris wurde 1877 in London als Tochter eines Chirurgen geboren. Ihr Geburtsname lautete Marguerite Frieda Bloxam. 1901 heiratete sie Percy Alfred Harris, einen liberalen Politiker. Seit dieser 1932 als Baronet geadelt worden war, durfte sie den Höflichkeitstitel Lady Harris führen, bevorzugte jedoch die formell inkorrekte Eigenbezeichnung Lady Frieda Harris. Das Ehepaar hatte zwei Söhne. 1937 lernte sie Aleister Crowley kennen, mit dem sie bis zu seinem Tod 1947 zusammenarbeitete. Laut John Symonds, wurde Harris in den Orden A∴A∴ initiiert und bekam den Namen Tzaba „Hosts“. 1937 begann Harris, Unterricht in projektiver synthetischer Geometrie zu nehmen, basierend auf den Ideen Johann Wolfgang Goethes, wie sie sich in den Lehren von Rudolf Steiner, von Olive Whicher und George Adams, widerspiegeln. 1938 wurde Lady Harris Crowleys „Schülerin“ und auch Mitglied des Ordo Templi Orientis, die aufgrund ihrer früheren Einweihung in einer Co-Masonry direkt in den IV° (Vierter Grad) dieses Ordens eintrat. Harris hatte Pläne, eine Vortragsreise in die Vereinigten Staaten zu machen und 1948 die Originalgemälde des Thoth-Tarot-Decks auszustellen, was aber nicht zustande kam. Nach dem Tod ihres Ehemannes 1952 lebte Frieda Harris in Indien.
Sie starb am 11. Mai 1962 in Srinagar. Ihre Originalgemälde der Tarot-Karten vermachte sie Gerald Joseph Yorke, der sie zusammen mit vielen anderen Crowley-Materialien, die er im Laufe der Jahre gesammelt hatte, an das Warburg Institute weitergab. Yorke behielt jedoch mehrere alternative Versionen der Karten und einige Vorstudien, die er später über den Buchhändler Harold Mortlake verkaufte.

## Crowley-Tarot
1939 begann ihre Arbeit mit Aleister Crowley über die Neugestaltung der 78 Tarotkarten, in denen sich Crowleys gesamte magischen Vorstellungen spiegeln sollten. Die Arbeit an diesen Karten sollte ursprünglich nur sechs Monate währen, dauerte tatsächlich aber fünf Jahre. Die Originalgemälde der Karten befinden sich heute im  Warburg Institute, das der Londoner Universität angegliedert ist. 
Die Karten wurden erstmals 1944 in einer limitierten Auflage des Book of Thoth abgebildet.  Erst 1969, also nach dem Tod von Frieda Harris und Aleister Crowley, wurde das Tarotdeck erstmals in Kartenform aufgelegt.

## Werke
- Aleister Crowley (Autor), Frieda Harris (Illustrator): The Book of Toth, A Short Essay on the Tarot of the Egyptians. (= The Equinox. Volume III, No. 5). Weiser Books, York Beach ME 2000, ISBN 0-87728-268-4. (Erstdruck 1944, Wiederauflage 1969)
- Aleister Crowley, Frieda Harris: Aleister Crowley Toth Tarot Standard. Königsfurt-Urania, Krummwisch 2008, ISBN 978-3-86826-504-0.